# 親吻和彌補
〈讓我們親吻和彌補〉（Let's Kiss and Make Up），是英國樂團The Field Mice在1989年發表的專輯《雪球》中的一首歌。1990年由另一英國樂團Saint Etienne翻唱的版本則更為有名，他們將歌名改為〈親吻和彌補〉（Kiss and Make Up，或譯為〈吻，言歸於好〉），並以單曲的形式發表。

## Saint Etienne版本
Saint Etienne 樂團成員與 The Field Mice 樂團的麥克·希斯柯克（Michael Hiscock）是經常一起喝酒的好朋友。他們的翻唱版本於1990年由天堂唱片公司發行。當時係由Donna Savage演唱，因為Sarah Cracknell尚未加入樂團担任全職歌手。Saint Etienne版本的節奏比原版更快。
〈親吻和彌補〉並沒有收錄在Saint Etienne首張專輯的英國發行版本，但以重新錄製的方式收錄在美國發行版本中。它曾被當作為豪華版的贈品，並收錄在一些合輯中。